# Wał-Ruda
Wal-Ruda est un village de la gmina de Radłów, dans le powiat de Tarnów en Petite-Pologne, dans le Sud de la Pologne.